# Mexobisium maya
Mexobisium maya är en spindeldjursart som beskrevs av William B. Muchmore 1973. Mexobisium maya ingår i släktet Mexobisium och familjen Bochicidae. Inga underarter finns listade i Catalogue of Life.